# 旭志織
旭 志織（あさひ しおり、1978年2月17日 - ）は、日本の男性プロレスラー。福岡県宗像郡（現：福津市）出身。血液型A型。2AW所属。

## 経歴
- 九州産業大学在学中にプロレス研究会（現在はプロレス研究部に昇格）でヒマワリのリングネームで学生プロレスを始める。

2002年
- 7月9日、KAIENTAI DOJO千葉Blue Field大会の対石坂鉄平戦でデビュー。
- ロス・クワトロ・タバスコスのDJニラが嫌がる旭を無理矢理メンバーにしパルプンテと抗争、オカマのX No.5に狙われることになる。

2003年
- 12月、みちのくプロレスの出稼ぎシリーズに参戦。

2004年
- 若手の登竜門である大会「K-METAL LEAGUE」で優勝して注目される。

2005年
- 12月9日、インディーサミットに出場。

2006年
- 2月6日、STRONGEST-K TAG王座を獲得。
- 5月3日、WEWハードコアタッグ王座を獲得。
- 11月5日、博多スターレーン大会にて歴史のあるUWA世界ミドル級王座を獲得し、故郷に錦を飾る。
- 12月10日、後楽園ホール大会にて2度目のWEWハードコアタッグ王座を獲得。さらにパートナーである大石真翔、バンビ、YOSHIYA、MIYAWAKIとオメガを結成。

2012年
- 3月7日、新木場1stRINGにて「大石・旭のTEN ～大石真翔＆旭志織デビュー十周年記念自主興行～」を開催。
- 11月19日、新日本プロレスの単発興行であるNEVERに参戦。
- 9月8日、この日より、プロレスリング・ノアで開催された日テレG+杯争奪ジュニアヘビー級タッグリーグ戦にヒロ・トウナイとタッグを組み参戦。開幕戦で、優勝チームの石森太二&小峠篤司に勝利し、優勝は逃したものの、トウナイと共に技能賞を獲得する。

2013年
- 7月、プロレスリング・ノアで開催された日テレG+杯争奪ジュニア・ヘビー級タッグリーグ戦に昨年と同じくヒロ・トウナイとタッグを組み参戦。その後も限定参戦しつつ継続参戦をアピール。単発ではあるが、トウナイとのタッグでTMDK（マイキー・ニコルス&シェイン・ヘイスト）やNO MERCY（KENTA&杉浦貴）と対戦。シングルマッチにおいても小川良成と対戦している。

2014年
- 3月21日、地元福岡の博多スターレーンで大日本プロレス石川晋也の持つBJW認定世界ストロングヘビー級王座に挑戦するも敗北。
- 5月3日、ディファ有明にてヒロ・トウナイとタッグを組み、小川良成&ザック・セイバーJr.が保持するGHCジュニアヘビー級タッグ王座に挑戦するも敗北。
- 5月21日より開幕された一騎当千に出場。神谷ヒデヨシと宮本裕向から勝利するも丸山敦・石川修司・石川晋也に敗北し決勝進出はならなかった。
- 7月19日、3年連続で日テレG+杯争奪ジュニアヘビー級タッグリーグ戦に出場。初戦で原田大輔&クワイエット・ストーム組と対戦し、原田からフォールを奪い勝利する。しかし最終戦でジンゾー&ロッキー・ロボ組に敗れ決勝進出はならなかった。
- 9月20日、梶トマト・本田アユム・バンビのユニットSFUに加入。
- 9月21日、7月のタッグリーグ戦にて原田大輔からフォールを奪った事により、原田から逆指名という形で、保持するGHCジュニアヘビー級王座に挑戦が決定し対戦するも敗北。
- 11月30日、大石真翔とKO-Dタッグ王座に挑戦。敗れるものの会場ではX表記にされていて入場時は常に観客がスタンド状態になったほか、普段では飛ばないくらいの紙テープが飛んだり大旭コールが飛び交った。

2015年
- 2月15日、さいたまスーパーアリーナ大会でDDT EXTREME級王座を奪取。入場時は大の旭コールで出迎えられた。
- 3月29日、後楽園ホール大会で2度目の防衛に失敗。しかも外敵と言うことで今までの大歓声が打って変ってブーイングで出迎えられた。
- 9月5日、この日よりプロレスリング・ノアで開催された、日テレG+杯争奪ジュニアヘビー級タッグ・リーグ戦に、パートナーを梶トマトに変更し、4年連続参戦。前年優勝タッグの拳王&大原はじめ組に勝利するも、2勝2敗で終了し決勝進出はならなかった。
- 11月1日、後楽園ホール大会で、木高イサミからインディペンデント・ワールド・ジュニアヘビー級王座を奪取。

## 得意技
HIMAWARI-BOM
肩車した相手を横に回転させつつパワーボムで落とし、ジャックナイフで押さえ込む。
シザーズDDT
レッグスプレッド
裏レッグスプレッド
マックスペインと同型。
月食
低空式ウラカン・ラナ。
モダンタイムス
2回連続で仕掛ける逆さ押さえ込み。
モダンタイムスX（モダンタイムスタイムス）
3回連続で仕掛ける逆さ押さえ込み。
阿吽
パラレル・スナップメイヤーで自分の横に座らせた相手に対しマットについた手を軸にして全身を回転させて放つ低空延髄斬り。ロープなしで仕掛ける619とも解釈可能。

## 入場曲
- 初代 : SUNSHINE（MAKIKO） ※キングレコード「KAIENTAI DOJO」に収録
- 2代目 : スーパーヒーロー（FOUR SQUARE） ※「KAIENTAI DOJO 3 SUPER BEST」に収録

## タイトル歴
KAIENTAI DOJO
- STRONGEST-K TAG王座（第2代、第11代、第20代、第25代、第28代、第39代）（パートナーは大石真翔×2→ヒロ・トウナイ→福田洋→梶トマト→大石真翔）
- 千葉6人タッグ王座（初代）（パートナーはヒロ・トウナイ、佐藤悠己）
- インディペンデントワールド世界ジュニアヘビー級王座（第23代）
- WEWハードコアタッグ王座（第16代、第19代）（パートナーは大石真翔×2）
- UWA世界ミドル級王座（第43代、第54代、第65代）
- K-METAL LEAGUE優勝（2004年）
- EXトーナメント優勝（2015年）

2AW
- 2AWタッグ王座 (第18代) (パートナーは、大石真翔)

九州プロレス
- おくんちCUPトーナメント優勝（2009年）
- 博多華味鳥杯1DAYタッグトーナメント優勝（2010年）（パートナーは、めんたい☆キッド）

DDTプロレスリング
- KO-D6人タッグ王座（第47代）（パートナーは火野裕士、大石真翔）
- DDT EXTREME級王座（第31代）

みちのくプロレス
- 東北タッグ王座（第6代）（パートナーは大石真翔）

## メディア出演

### テレビ
- プロレスKING（GAORA）
- ピタゴラスイッチ（NHK）

### 舞台
- 2.5次元プロレス『夢幻大戦』（2017年11月27日） - 宮川三郎太役